# Chitetsu Watanabe

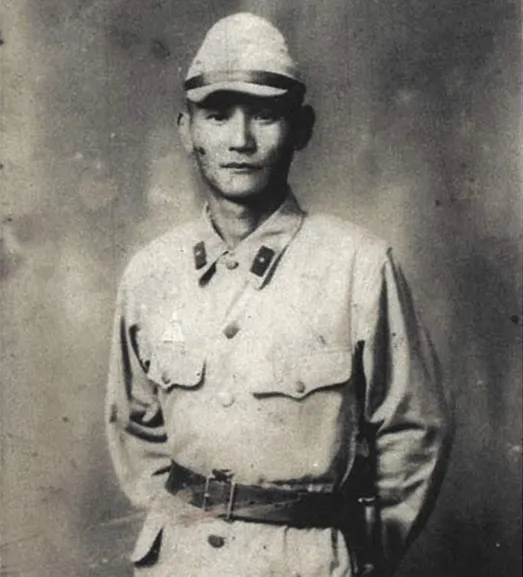
Chitetsu Watanabe (vor 1945)

Chitetsu Watanabe (geboren am 5. März 1907 in der Präfektur Niigata, Japan; gestorben am 23. Februar 2020 in Jōetsu) war ein japanischer Supercentenarian, dessen Alter von der Gerontology Research Group verifiziert wurde. Am 12. Februar 2020 wurde ihm vom Guinness-Buch der Rekorde der Titel des ältesten lebenden Mannes der Welt zuerkannt. Jedoch wurde Tomas Pinales Figuereo am 31. März 1906 geboren und starb erst am 24. September 2020, somit war Weighton nie der älteste lebende Mann.

## Biografie
Chitetsu Watanabe wurde in eine Bauernfamilie in der Präfektur Niigata geboren. Nach seinem Abschluss an einer Landwirtschaftsschule zog er im Alter von 20 Jahren nach Taiwan, wo er 18 Jahre verbrachte und in der Zuckerrohrproduktion arbeitete. Nach dem Zweiten Weltkrieg kehrte er nach Japan zurück und arbeitete bis zu seiner Pensionierung als Angestellter in der Präfektur Niigata. Mit dem Tod Masazō Nonakas am 20. Januar 2019 wurde Watanabe der älteste lebende Mann.
Bis er 108 Jahre alt wurde, lebte er mit einem seiner Söhne zusammen. Laut Angaben aus seiner Familie hatte er insgesamt fünf Kinder, 12 Enkel, 16 Urenkel und einen Ururenkel. In den letzten Jahren lebte er in einem Pflegeheim.